# HMAS Melbourne (R21)
O HMAS Melbourne, foi um porta-aviões leve da Classe Majestic da Marinha Real Australiana. Operado de 1955 até 1982, participou do Confronto Indonésia-Malásia de 1965-1966.